# Renfe Feve
A Renfe Cercanías AM, korábbi nevén Renfe Feve, a Renfe Operadora állami tulajdonú spanyol vasúttársaság egyik részlege. Spanyolország 1250 km hosszúságú méteres nyomtávú vasútvonalának nagy részét üzemelteti. A Renfe ezen részlege korábban önálló vállalat volt FEVE (Ferrocarriles de Vía Estrecha, magyar nyelven: "keskeny nyomtávú vasutak") néven. 2012. december 31-én a spanyol kormány egyszerűsítette az állami vasúttársaságok szervezetét azzal, hogy a FEVE-t beolvasztotta a Renfe-be és az Adif-be. A gördülőállomány és a FEVE márkanév a Renfe-hez került (átnevezve "Renfe Feve"-re), míg az infrastruktúra az Adif-hez.

## Története
A FEVE-t 1965-ben hozták létre, a kormány által irányított EFE (Explotación de Ferrocarriles por el Estado) szervezet utódjaként, amelyet 1926-ban hozott létre Miguel Primo de Rivera kormánya a csődbe ment magánvasutak átvételére. A Renfe 1941-es létrehozását követően, amelyre az összes spanyol széles nyomtávú vasút tulajdonjogát átruházták, az EFE gyakorlatilag kizárólag keskeny nyomtávú vonalak gyűjteményének üzemeltetőjévé vált. Az FEVE jelenlegi státusza, mint állami tulajdonban lévő kereskedelmi vállalat, 1965-ben alakult ki.
Az új vállalat továbbra is önálló vasútvonalakat (1435 mm vagy 1067 mm, 1000 mm, 914 mm és 750 mm) vett át, ahol a meglévő koncessziós tulajdonosok nem tudtak nyereségesek lenni. A legtöbbet 1000 mm-es méteres nyomtávra alakították át (ha még nem ebben a nyomtávban építették). 1978-tól kezdve azonban, az új spanyol alkotmány értelmében bevezetett regionális decentralizációval a FEVE is elkezdte átadni a felelősséget számos tevékenységéért az új regionális kormányoknak. Ez történt Katalóniában (FGC) 1979-ben, a baszk hálózat egy részénél (Euskotren) 1982-ben, a Valenciai Közösségben (FGV) 1986-ban, és a Mallorcai Vasutakkal (SFM) 1994-ben. Ez azonban nem történt meg Murcia régióban, ahol a keskeny nyomtávú vasúthálózat továbbra is a FEVE ellenőrzése alatt maradt. A fent említett EFE (Explotación de Ferrocarriles por el Estado) üzemeltette a Carabanchel - Chamartín de la Rosa elővárosi vasútvonalat is Madrid városában. Ez a vasút a madridi metró részévé vált, amikor a vonal irányítása az 1980-as évek elején átkerült a madridi közösséghez, és később a mai 10-es vonalként integrálódott.
A vállalat 2012. december 31-én a FEVE keskeny nyomtávú hálózat és a RENFE széles nyomtávú hálózat egyesülése miatt megszűnt. Az infrastruktúra az Adifhez került, a gördülőállomány pedig a Renfe Operadorához. A keskeny nyomtávú hálózat üzemeltetése az átszervezést követően változatlan feltételekkel folytatódott.